# Larvivora ruficeps
Larvivora ruficeps е вид птица от семейство Muscicapidae. Видът е застрашен от изчезване.

## Разпространение
Видът е разпространен в Китай и Малайзия.